# 新市鎮
新市鎮，又稱計劃城市、計劃都市，指事先經過周密城市規劃所興建的新城市或大型社區，取代現有都市市中心向四方擴張的發展模式。

## 起源

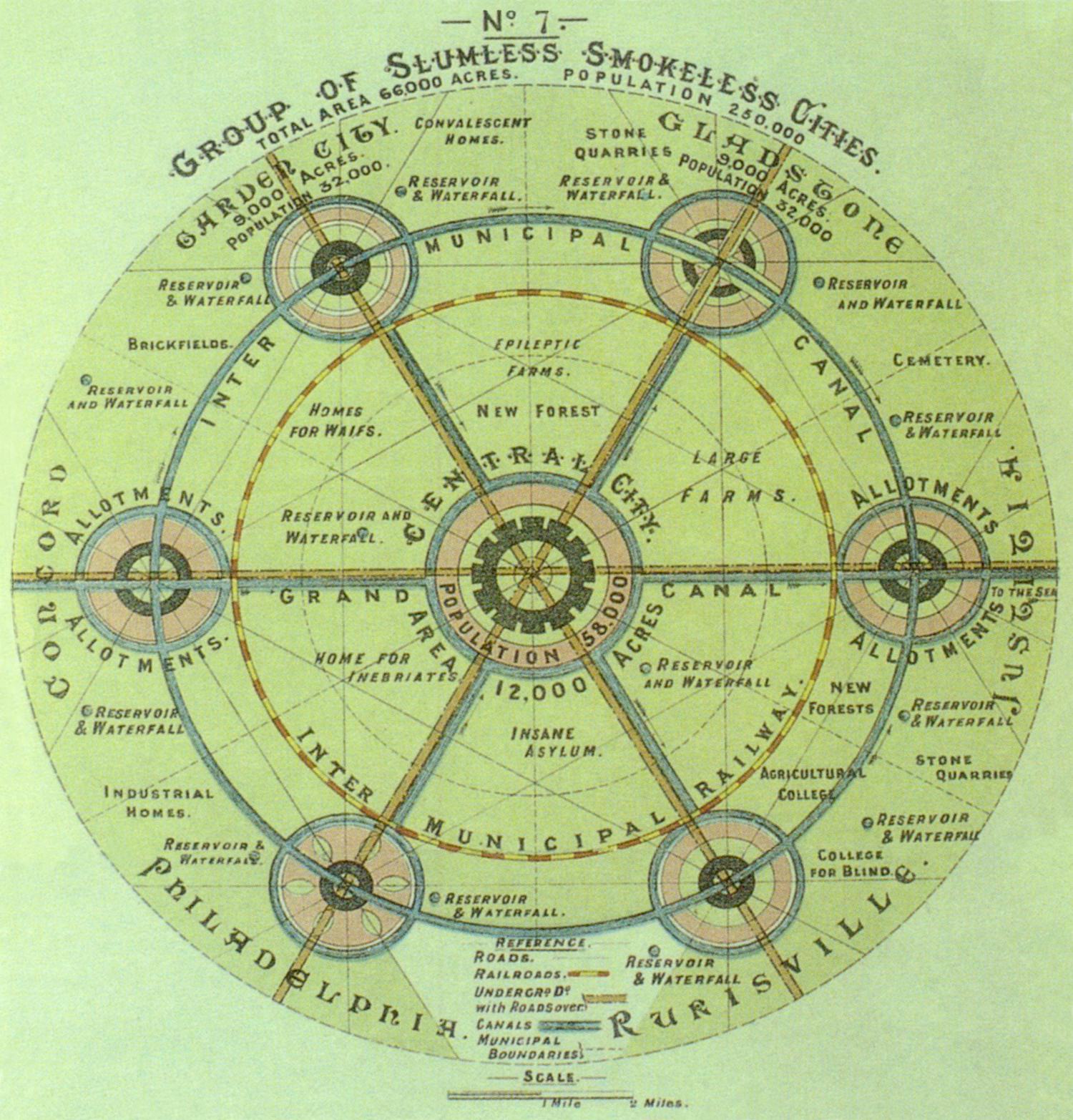
埃比尼澤·霍華德于1902年提出的田园城市概念

新市鎮的發展模式由英國城市規劃家埃比尼澤·霍華德於19世紀末、20世紀初提倡。在1898年他出版書籍《明天：真正革新的和平之路》（To-Morrow: A Peaceful Path of Real Reform）提出「花園城市」的構想，提出城市以聚落方式建立以及發展，人為手段來達至各方平衡、自給自足，希望藉此改善工人工作和生活環境。結果創建倫敦以北的「田園城市」、位於赫福郡的莱奇沃思。第一次世界大戰後，又於同郡建韋林花園城。

## 各地發展新市鎮歷史

### 亞洲

#### 日本
日本的新市鎮，稱為「新城」，其規劃方式在很大程度上受英美花園城市、以及美國街道設計的影響。
日本政府借鑒英國新市鎮運動，在日本全國各地建設新市鎮，其中的第一座大型新市鎮為1962年9月15日啟用的千里新城；根據國土交通省在2023年的統計資料，日本全國共有2022個新城，總面積約18.9萬公頃，與大阪府的面積（19.0萬公頃）相當；其中的大多數集中於東京首都圈及關西地方。但在一些新市鎮，沒有提供大量在地就業機會，僅做為臥城，結果許多居民通勤到附近的城市上班，使通勤鐵路與道路十分擁擠。在1960年代，新市鎮加快經濟快速增長，一直持續到1980年代。
此外，日本政府曾建議首都從東京搬遷到規劃的城市，例如大阪；2011年發生東日本大震災後，日本政界提出「副首都構想」，預定於東京遭受重大災害或恐怖活動等導致機能癱瘓無法正常運作時，將首都機能轉移至指定都市或地點。在「副首都」的候選地點中，以大阪國際機場（伊丹機場）、關西文化學術研究都市等位於關西地方之地點呼聲最高，但目前仍未提上政策日程。

#### 新加坡

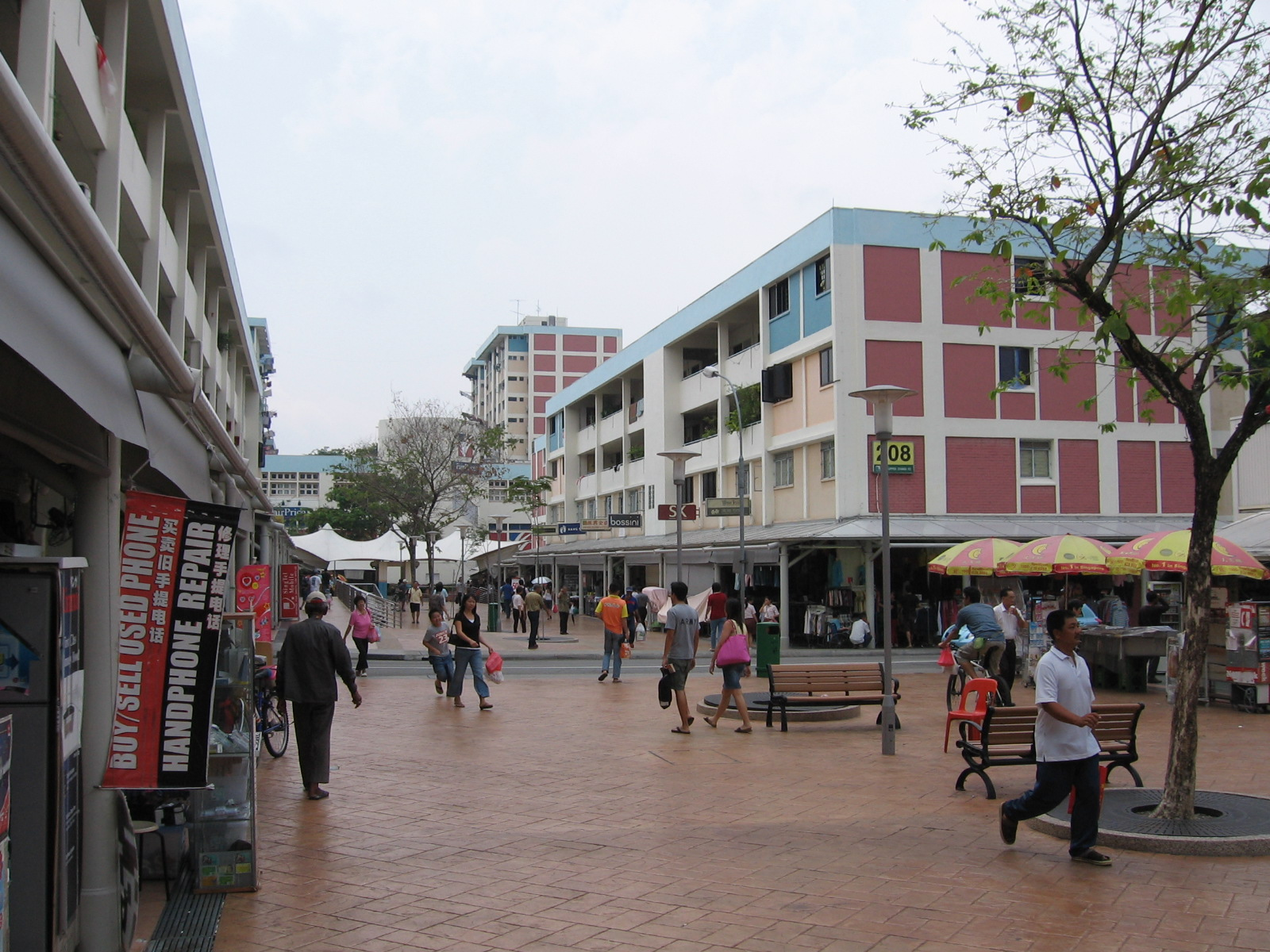
新加坡新市鎮勿洛

1952年至1973年，新的城市規劃理念引入到新加坡，該國的公共房屋管理局，建屋發展局建設的第一個新鎮，女皇鎮。今天，絕大多數的約11,000公營樓宇被組織為22個新市鎮全國各地。
每個新鎮的設計是自負盈虧。新加坡新市鎮發展完善，自給自足，以滿足最常見的住宅需求。照顧教育、醫療保健和娛樂需求，提供學校、醫院、公園、體育場館等。
新加坡新市鎮的成功設計受國際公認。1992年10月5日，聯合國建築和社會住房基金會（BSHF）頒發World Habitat Awards獎項，被選為代表新加坡的新市鎮。

#### 馬來西亞
布城、发林（亚依淡新市镇）、士拉央新镇、万宜新镇为马来西亚主要的新市镇（Bandar Baru）。

#### 中華民國（台灣）
台灣第一個新市鎮是位於今台中市霧峰區的光復新村，之後再分別於南投縣南投市和台中市南屯區建立中興新村和黎明新村。這些計劃之主要目的，是透過將台灣省政府疏遷至台灣中部，避免政府遷台後集中大部分重要政府機構的台北遭到戰火等一次性破壞，導致政府機能癱瘓。
至1970年代，台灣人口高速成長，中華民國政府為了紓解台北、台中、高雄三大都市的人口壓力，將開發新市鎮列入「十二項建設」計畫，規劃了林口新市鎮、台中港新市鎮、大坪頂新市鎮等數個新市鎮。其中林口新市鎮橫跨新北市的新莊區、五股區、泰山區、八里區、林口區與桃園市的龜山區、桃園區、蘆竹區等8個區；台中港新市鎮橫跨台中市的清水、梧棲、沙鹿、龍井等4個區；大坪頂新市鎮位於高雄市小港區。1990年代，開發高雄市橋頭區的高雄新市鎮，以及位於新北市淡水區的淡海新市鎮。
但是這些新市鎮計劃常常遭遇地方社會強力抗爭、或其他政府部門的消極回應﹐使計劃進度大受影響、甚或半途而廢。林口、淡海兩新市鎮則因台北的市中心區房價飛漲、以及交通基礎設施的興建而得以緩步發展。

#### 中國大陸
新疆维吾尔自治区伊犁哈萨克自治州特克斯县，俗稱「八卦城」。
长春市，曾经是满洲国的首都新京特别市，主市区是日本人规划的城市。
现今中国大陆绝大多数的城市新区及开发区都属于典型的新市镇，如鄂尔多斯的康巴什区。

#### 香港

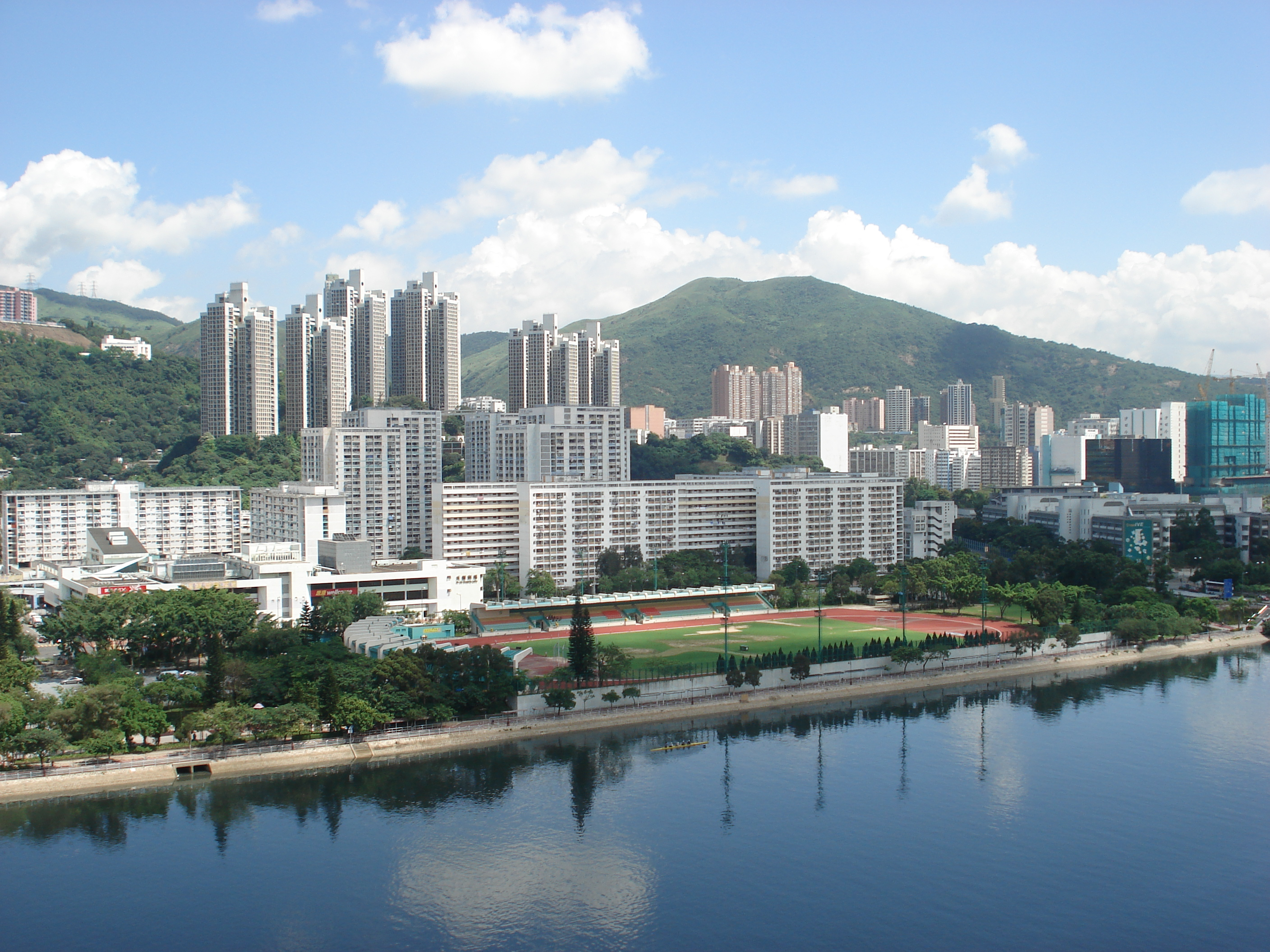
香港新市鎮沙田

19世紀初，英國的城市面對工業發展帶來的問題，英國建築師艾賓尼沙·侯活在1898年構想出建立新一代花園城市概念，香港因為受其影響，在1920年引入這發展方式。早年已經發展了9個新市鎮，規模較小的有黃竹坑、香港仔等，繼有較大規模的觀塘及荃灣衛星城市，以應付香港人口的增長，分散擠迫市區內的人口及降低人口密度，從而改善居民的生活環境。
現代的新市鎮乃根據1950年代衛星城市之經驗而規劃，在1973年以來開始發展，全部位於新界。沙田新市鎮是最早期的新市鎮之一。

### 歐洲

#### 波士尼亞與赫塞哥維納
波斯尼亞黑塞哥維那的Slobomir是一個新市鎮，由創始人斯洛博丹洛維奇和他的妻子米拉命名城市，它的名字的意思是「城市的自由與和平」。它位於德里納河近比耶利納。它是由一個波斯尼亞慈善家斯洛博丹洛維奇成立。 它的目標是成為戰後的波斯尼亞和黑塞哥維那主要城市之一。

#### 保加利亞
在保加利亞共和國，新市鎮舊扎戈拉和卡贊勒克，1877年至1878年因俄土戰爭中被燒為平地，其後被重建為新市鎮。另外，保加利亞南部的季米特洛夫格勒亦是一個主要的工業和基礎設施中心的新城市。

#### 克羅埃西亞
Červar Porat是一個在克羅地亞西部新市鎮，計畫可容納 6500 人。它位於東海岸的Červar環礁湖亞德里亞海中。在獨立戰爭中，它被用作一個難民營，受收由波士尼亞和黑塞哥維那和武科瓦爾的難民。

#### 丹麥
由於1618年三十年戰爭的破壞，腓特烈西亚重建成一個新市鎮和軍事要塞，最近在哥本哈根或瑪律默區域計畫興建新市鎮和加強發展。

#### 法國

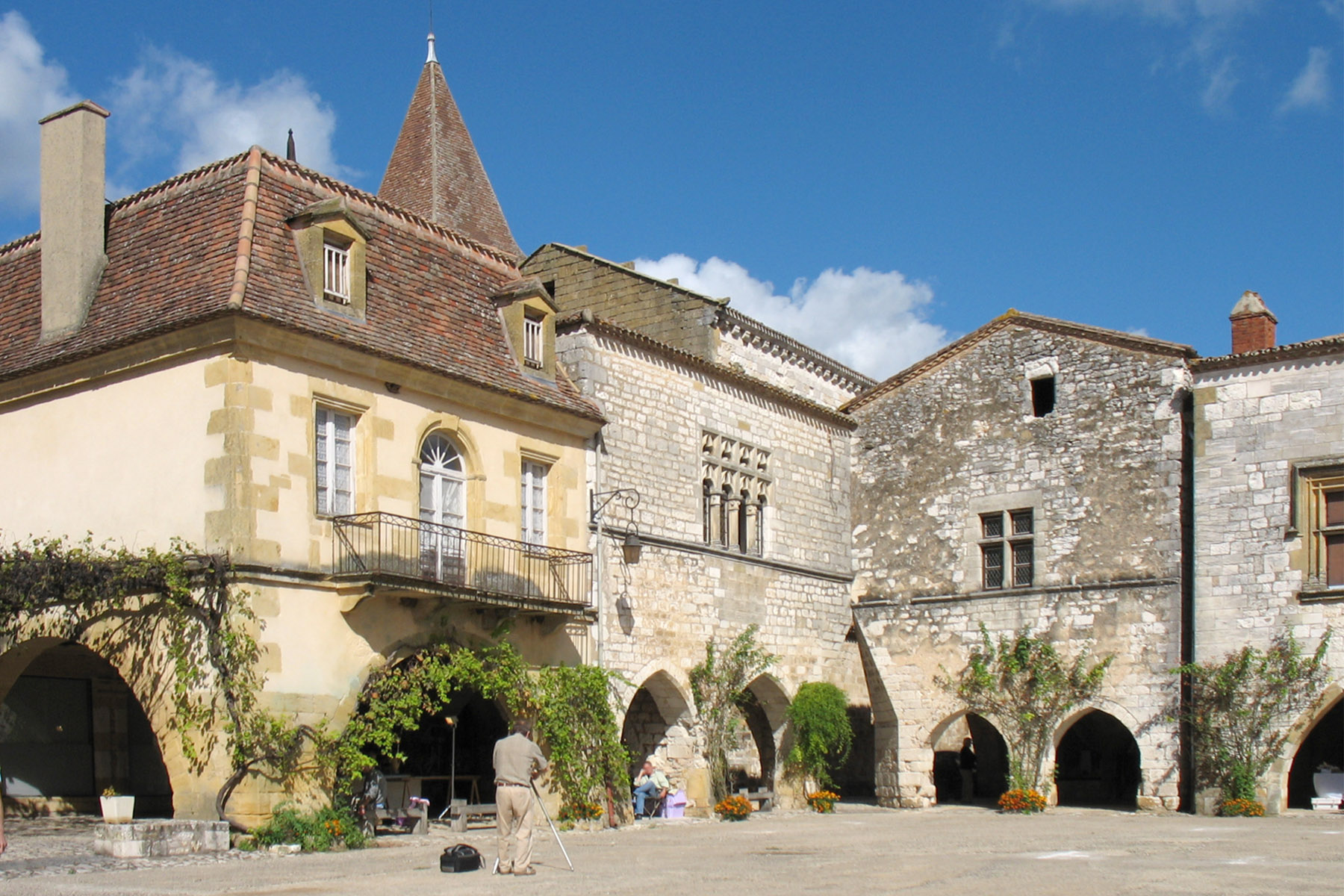
法國新市鎮Monpazier

1453年百年戰爭後，為了拆卸被損毀的城市和規劃發展，12到14世紀出現了新市鎮（名為巴斯蒂德），其中蒙帕齐耶、维莱雷阿、博蒙特等城市是很好的例子。

### 非洲

#### 波札那
博茨瓦納的首都哈博羅內，以曾经控制附近土地的特洛夸部落酋长命名，在1960年代開始規劃。

#### 奈及利亞
尼日利亞的首都阿布賈是新市鎮，大約在1980年代發展。

## 各地例子

### 首都
- 美国：華盛頓哥倫比亞特區
- 加拿大：渥太華
- 巴西：巴西利亞
- ：坎培拉
- ：阿斯塔納
- 马来西亚：布城（马来西亚第三联邦直辖区）
- 印度：新德里
- 巴基斯坦：伊斯蘭堡
- ：世宗（原計劃為遷都預定地點）
- 土耳其：安卡拉
- 印度尼西亞：努山塔拉 (2024年8月17日起)

### 地區行政中心
- 美国：印第安納波利斯（印第安納州首府）
- 中華民國（臺灣）：中興新村（前台灣省政府所在地）、光復新村、黎明新村
- 印度：新孟買

### 其他
- 香港：荃灣新市鎮、屯門新市鎮、東涌新市鎮（鄰近香港國際機場，規劃為機場的後勤住宅區）
- 中华人民共和国：北京立水橋、大连、河北雄安新区
- 日本：茨城縣筑波市（有學術研究機構聚集的筑波科學城）
- 印度：昌迪加尔
- ：路薩爾
- 乌克兰：斯拉武特奇